# El viaje de Marcelo
El viaje de Marcelo es una película de animación sin sonido de la productora Tylca de Argentina filmada en blanco y negro, que se estrenó en 1922, dirigida por Rafael Parodi.

## Crónica sobre la película
La crónica sobre la película publicada sin firma en la revista Caras y Caretas del 28 de octubre de 1922 dice que este filme:

”es una graciosa humorada en seis actos que…constituyó un éxito por el feliz sabor cómico en que abundan sus escenas, perfiladas con el lápiz grueso de la caricatura bufa, es cierto, pero con una sana intención directa y jocunda,que predispone a la carcajada- Dentro de su género resulta un plausible ensayo cinematográfico, así por el lado revisteril y astrakanado como por la experta picardía de los dibujantes Pelele y Columba, cuyas víctimas desde el actual Presidente de la República hasta Alfonso XIII aparecen en la pantalla semejantes a peleles dislocados que zanquean y geticulan a gustodel maese Pedro exhibidor”.

## Conflicto judicial originado en el filme
El dibujante y cineasta Quirino Cristiani le inició al director Rafael Parodi y al artesano y escenógrafo Andrés Ducaud el juicio caratulado “Cristiani, Quirino c/Parodi, Rafael y otro” invocando que habían utilizado sin derecho su invento amparado por la patente n° 15498 consistente en “el empleo de unos dibujos ribeteados fijos o movibles destinados a la filmación de películas cinematográficas que dan impresión, una vez filmados, de que fueran muchos los dibujos y se hubieran ejecutado aisladamente”. Ese invento lo había usado en películas como Sin dejar rastros, El apóstol y Los envenenadores del pueblo, entre otras. Los demandados dijeron que no era un invento original de Cristiani pues ya lo habían utilizado antes en filmes los franceses, alemanes y estadounidenses. El juez federal de la causa rechazó la demanda considerando que “la explotación pública de un invento con anterioridad al otorgamiento de la patente aunque sea hecha por el propio inventor, produce la nulidad de dicho invento” y la Cámara Federal de la Capital confirmó el 14 de septiembre de 1923 esa sentencia.
Andrés Ducaud era un técnico y artesano francés que había trabajado para Federico Valle y realizado, entre otras obras, la maqueta de siete metros de largo que reproduje la vista desde el aire de la ciudad de Buenos Aires que se usó en la filmación de El Apóstol y también la que reproducía el Teatro Colón, usada en la película Una noche de gala en el Colón, ambos filmes de animación.